# Бристоу, Джордж Фредерик
Джордж Фредерик Бристоу (англ. George Frederick Bristow; 19 декабря 1825, Бруклин — 13 декабря 1898, Нью-Йорк) — американский композитор и скрипач.
Сын и ученик Уильяма Ричарда Бристоу (1803—1867), кларнетиста, дирижёра и композитора, переселившегося в США из Англии за год до рождения сына. Считается также, что юный Бристоу-младший получил некоторое количество уроков гармонии и скрипичного мастерства у Оле Булла. C 13-летнего возраста он уже играл на скрипке в оркестре одного из нью-йоркских театров, а в 1843 г. поступил скрипачом в Нью-Йоркский филармонический оркестр, в составе которого выступал до 1879 года, в 1850—1853 гг. был его концертмейстером. Кроме того, Бристоу играл в составе оркестра, сопровождавшего американское турне Дженни Линд (1850—1851), и в гастрольном оркестре Луи Жюльена (1853—1854). Появлялся на нью-йоркской сцене и как солист (Дж. Т. Стронг оценивал как «искусное и безошибочное» исполнение Бристоу и Августом Фрисом Большого дуэта для двух скрипок с оркестром И. В. Калливоды). В 1850-е гг. он исполнял также обязанности органиста в одной из нью-йоркских церквей, руководил двумя хоровыми коллективами, а в дальнейшем на протяжении всей жизни преподавал музыку в частных школах.
Наиболее заметными прижизненными успехами Бристоу-композитора были опера «Рип Ван Винкль» (1855, по одноимённой новелле Вашингтона Ирвинга) — первая американская опера на американский сюжет, — и оратория «Даниил» (1867). Кроме того, в наследии Бристоу, насчитывающем 135 композиций, ещё несколько опер и оперетт, шесть симфоний (из которых вторая Op. 26, 1856, записана Детройтским симфоническим оркестром под управлением Неэме Ярви), кантаты «Великая республика» и «Ниагара», два струнных квартета, а также хоровые и вокальные сочинения.